# Diospyros cavalcantei
Diospyros cavalcantei là một loài thực vật có hoa trong họ Thị. Loài này được Sothers mô tả khoa học đầu tiên năm 2000.